# Pélagie de Tarse
Pour les articles homonymes, voir Sainte Pélagie.
 (octobre 2010).
Si vous disposez d'ouvrages ou d'articles de référence ou si vous connaissez des sites web de qualité traitant du thème abordé ici, merci de compléter l'article en donnant les références utiles à sa vérifiabilité et en les liant à la section « Notes et références ».
Sainte Pélagie martyre à Tarse est une sainte qui vécut au IIIe siècle. Elle est fêtée le 4 mai.

## Sa vie
Elle aurait été fiancée à l'un des fils de l'empereur Dioclétien. 
Elle fut curieuse de découvrir le christianisme et, convaincue, décida de se faire baptiser.
Ce faisant, elle modifia sa façon de vivre, devint modeste d'aspect et de comportement, ce qui la désigna comme chrétienne.
L'empereur, furieux de ce qu'il considérait comme une traîtrise envers son milieu, et par ses attaches, la fit arrêter, enfermer et la condamna au supplice du taureau d'airain.

## Liens
- Ressource relative à la littérature :   - Archives de littérature du Moyen Âge
- Sainte Pélagie de Tarse sur le site Nominis